# Cheetah Girls
Cheetah Girls – zespół grający muzykę pop, R&B, dance, pop rock i hip-hop.

## Dyskografia
- 2005 – Cheetah-licious Christmas
- 2007 – In Concert: The Party's Just Begun Tour
- 2007 – TCG
- 2009 – Cheetah Killers

Ścieżki dźwiękowe do filmów:
- 2003 – The Cheetah Girls
- 2006 – The Cheetah Girls 2
- 2008 – The Cheetah Girls: One World